# BMW C650-serie
De C 650-serie is een serie scooters van het merk BMW.

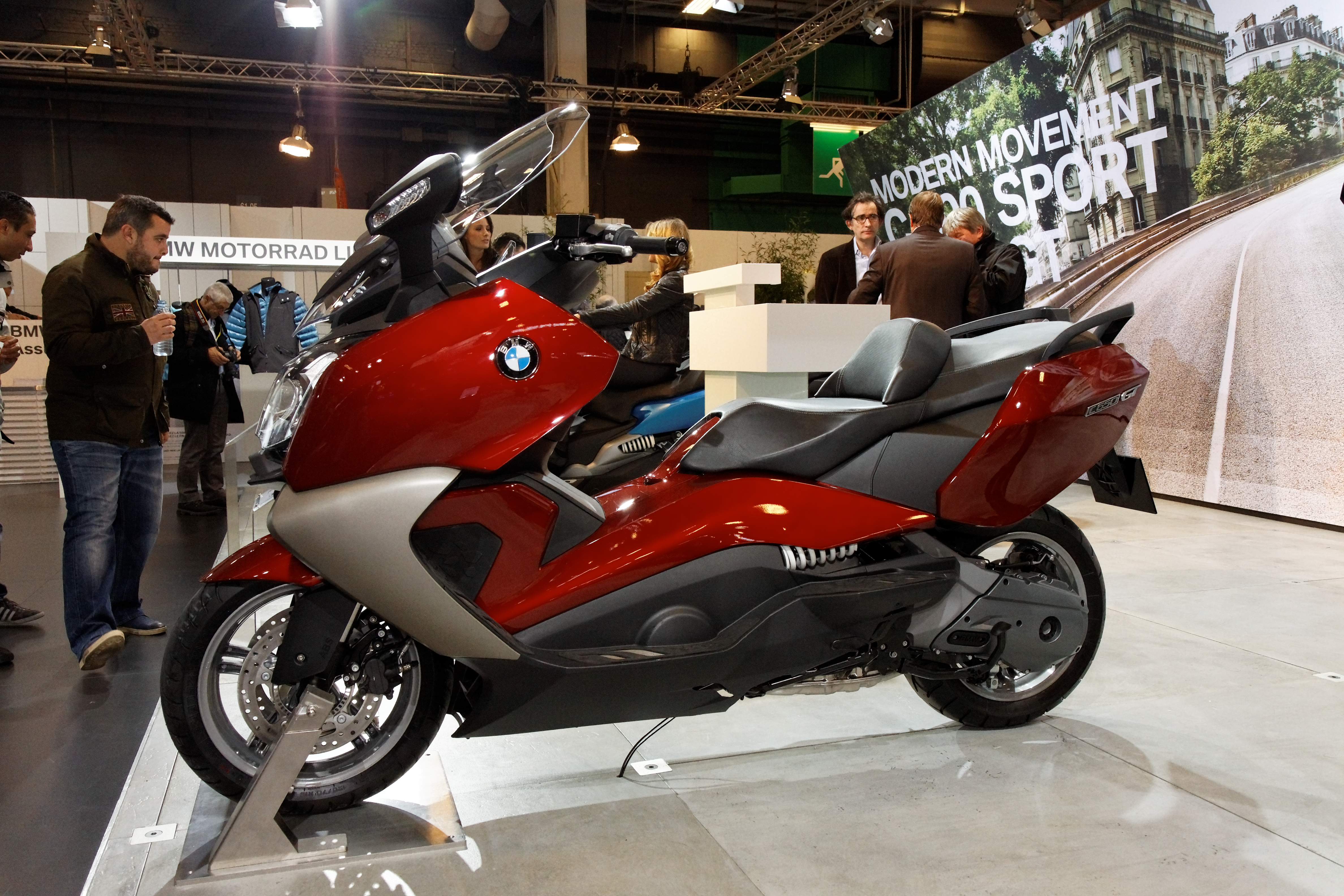
C 650 GT

## Voorgeschiedenis
BMW had in het verleden al enkele malen stappen in de richting van de scootermarkt gezet. In de jaren vijftig werden een aantal prototypen gebouwd van de R 10 Roller, maar tot productie kwam het niet. In 1993 peilde BMW de reacties van het publiek door een studiemodel van de BMW C1 te presenteren. De reacties onder de motorrijders én de motorpers waren nogal lauw, maar dat was eigenlijk ook niet het publiek waarvoor deze overdekte, van een kooiconstructie voorziene scooter voorzien was. BMW wilde juist automobilisten aanspreken die het drukke stadsverkeer wilden omzeilen. In 2000 kwam de C1-serie op de markt. De machine kon dankzij de kooiconstructie zonder helm bestuurd worden en werd zelfs uitgevoerd met handvatverwarming, stoelverwarming, een radio/cd-speler (met luidsprekers in de hoofdsteun), een GSM-houder, een navigatiesysteem, een demontabel zonnedakje, ruitverbreders, een achterruit en een topkoffer in plaats van duozitplaats. Desondanks sloeg met model niet aan en verdween het in al in 2003 van de markt. In 2009 werd nog een poging gedaan met een elektrische versie, de C1-E, maar ook dat werd geen succes.
Aan het einde van de jaren negentig en het begin van de 21e eeuw begonnen diverse fabrikanten met de productie van zware scooters, zoals de Suzuki AN 400 Burgman (1998), Honda FJBS 600 SilverWing (2000), Yamaha XP 500 T-Max (2005), Aprilia Atlantic 500 (2001), Malaguti Madison 400 (2001), Piaggio X9 500, Aprilia Scarabeo 500 (2002), Suzuki AN 650 Burgman, Peugeot Satelis 600 (2003), Piaggio Beverly 500, Yamaha YP 400 Majesty (2003), Benelli Motobi Velvet 400 (2004) en de Gilera 500 Nexus (2004). Vanaf 2005 schudde BMW het imago van de "oubollige" toermotorfietsen van zich af met de introductie van de HP2-serie, en de G 650-serie. Met de introductie van de S 1000 RR werden ook de zeer sportieve rijders verzorgd. BMW bediende rond 2011 een aanmerkelijk groter deel van de motorfietsmarkt dan voorheen.

## C 650-serie
Het zware scootersegment lag nog open, en met de vergrijzende motorrijderspopulatie werd deze wel steeds populairder. In november 2011 presenteerde BMW tijdens de EICMA motorshow in Milaan haar eerste twee modellen. Ze kregen de type-aanduidingen C 600 Sport en C 650 GT, maar hadden desondanks allebei een 650 cc tweecilinder viertakt lijnmotor. De lijnen van beide modellen waren terug te voeren op die van de R 1200 RT. De C 600 Sport was de sportievere versie, met een kleinere toerruit en een meer sportieve zithouding dan die van de meer toeristisch ingestelde C 650 GT. De bagageruimte was vrij groot en de C 600 Sport was zelfs uitgerust met een "Flex Case", een systeem waardoor na het parkeren onder het zadel extra ruimte ontstond zodat er twee helmen in konden worden opgeborgen. Bij beide modellen werd de handrem geactiveerd als de jiffy werd uitgeklapt.

## Motor
De motor was een tweecilinder met een ontstekingsinterval van 270° en met een dubbele balansas om de trillingen tegen te gaan. Hij leverde 60 pk bij 7.500 tpm en had een koppel van 66 Nm bij 6.000 tpm. Doordat het cilinderblok 70° voorover helde was het praktisch een liggende tweecilinder, waardoor een laag zwaartepunt werd bereikt. Er was elektronische brandstofinjectie en een dubbele bovenliggende nokkenas toegepast. De smering geschiedde door een dry-sumpsysteem met een dubbele oliepomp. Het uitlaatsysteem bestond helemaal uit roestvast staal en bevatte een katalysator. Daardoor voldeed de motor aan de Euro-4 emissiestandaard.

## Rijwielgedeelte
Het frame was een stalen brugframe, de enkelzijdige achterbrug was van aluminium. De motor was een dragend element van het frame. Aan de voorkant was een 40 mm Upside Down-voorvork toegepast. Beide modellen hadden twee remschijven in het voorwiel en een enkele in het achterwiel. Standaard was ABS toegepast.

## C 600 Sport
De C 600 Sport was de sportievere versie. Een sportieve zithouding werd bereikt door een andere plaatsing van de voetrusten, het zadel en het stuur. De zithoogte was daardoor 810 mm. De ruit was mechanisch verstelbaar in drie posities.

## C 650 GT
De toeristisch ingestelde GT versie had een hoger stuur, een ander, comfortabeler duozadel en een verstelbare rugsteun voor de passagier. Bovendien was de toerruit traploos elektrisch verstelbaar.

## Technische gegevens
|                  | C 600 Sport                                                  | C 650 GT                                                     |
| ---------------- | ------------------------------------------------------------ | ------------------------------------------------------------ |
| Periode          | 2012-                                                        | 2012-                                                        |
| Categorie        | scooter                                                      | scooter                                                      |
| Motortype        | tweecilinderDOHC-motor met acht kleppen en brandstofinjectie | tweecilinderDOHC-motor met acht kleppen en brandstofinjectie |
| Bouwwijze        | liggende dwarsgeplaatste tweecilinder lijnmotor              | liggende dwarsgeplaatste tweecilinder lijnmotor              |
| boring           | 79 mm                                                        | 79 mm                                                        |
| slag             | 66 mm                                                        | 66 mm                                                        |
| Cilinderinhoud   | 647 cc                                                       | 647 cc                                                       |
| Max. Vermogen    | 44 kW/60 pk bij 7.500 tpm                                    | 44 kW/60 pk bij 7.500 tpm                                    |
| Max. Koppel      | 66 Nm bij 6.000 tpm                                          | 66 Nm bij 6.000 tpm                                          |
| Topsnelheid      | 175 km/h                                                     | 175 km/h                                                     |
| Rijklaar gewicht | 261 kg                                                       | 261 kg                                                       |
| Tankinhoud       | 16 liter                                                     | 16 liter                                                     |
| Frame            | stalen brugframe                                             | stalen brugframe                                             |
| Aandrijving      | CVT en kettingaandrijving                                    | CVT en kettingaandrijving                                    |